# Cosima Möller
Cosima Möller, geborene Schulz (* 20. April 1962 in Marburg) ist eine deutsche Zivilrechtlerin und Rechtshistorikerin sowie Professorin an der Freien Universität Berlin.

## Leben
Möller erwarb 1979 am Gymnasium Philippinum in Marburg das Abitur. Von 1980 bis 1986 studierte sie Rechtswissenschaft an der Georg-August-Universität Göttingen und an der Albert-Ludwigs-Universität Freiburg. 1989 erfolgte mit einem Stipendium der Volkswagenstiftung ihre Promotion zum Thema Freiheit und Schutz im Arbeitsrecht am Institut für Römisches und Gemeines Recht bei Okko Behrends in Göttingen. Von 1990 bis 1996 war sie wissenschaftliche Assistentin bei Okko Behrends und wurde von 1997 bis 1999 durch ein Habilitationsstipendium der Deutschen Forschungsgemeinschaft gefördert. Im Jahr 2000 erfolgte die Habilitation mit der venia legendi für Römisches Recht, Bürgerliches Recht und neuere Privatrechtsgeschichte. Von 2001 bis 2003 lehrte sie als Privatdozentin an der Georg-August-Universität Göttingen, unterbrochen von einer Lehrstuhlvertretung an der Ludwig-Maximilians-Universität München im Sommersemester 2002. Im Sommersemester 2003 nahm sie eine Lehrstuhlvertretung an der Freien Universität Berlin wahr. Seit 2003 ist sie Universitätsprofessorin für Bürgerliches Recht und Römisches Recht an der Freien Universität Berlin. Seit 2013 ist Möller Dekanin des Fachbereichs Rechtswissenschaft an der Freien Universität Berlin.

## Projekte und Forschung
Möller führt das Projekt Römisches Recht im Lateinunterricht durch, bei dem Berliner Schülern ein Einblick in das römische Privatrecht gewährt werden soll.
Möller forscht am Exzellenzcluster Topoi. Hierbei untersucht sie die Unterschiede zwischen öffentlichen und privaten Straßen im römischen Recht. Zudem übersetzt sie das Corpus Agrimensorum Romanorum, welches das römische Vermessungswesen beinhaltet.

## Veröffentlichungen
- Cosima Möller: Freiheit und Schutz im Arbeitsrecht. Das Fortwirken des römischen Rechts in der Rechtsprechung des Reichsgerichts. Diss. 1989. Göttingen, Zürich: Muster-Schmidt 1990 (Göttinger Studien zur Rechtsgeschichte; Bd. 18), ISBN 3-7881-1818-0